# Elle m'a aimé
Singles de Kendji Girac
Andalouse
(2014) One Last Time (Attends-moi)
(2015)
Clip vidéo
[vidéo] « Elle m'a aimé », sur YouTube
Elle m'a aimé est une chanson du chanteur français Kendji Girac parue sur son premier album Kendji. Elle est sortie le 25 août 2014 en tant que troisième single extrait de l'album. La chanson évoque les thèmes du souvenir, du passé, du bonheur, de la tristesse, de la rupture amoureuse.

## Clip vidéo
Le clip a été publié sur YouTube le 4 décembre 2014. Il présente Kendji Girac déprimé même en se changeant les idées puisque sa bien-aimée l'a quitté. Il se remémore nostalgiquement les bons moments merveilleux qu'ils ont vécus à deux. À la fin il est toujours seul avec un visage désespéré.

## Liste de titres
| 1. | Elle m'a aimé (Radio Edit)                | 3:25 |
| 2. | Elle m'a aimé (Wallymaker Extended Remix) | 4:18 |

## Classements
| Classement (2014-15)                    | Meilleure position |
| --------------------------------------- | ------------------ |
| Belgique (Wallonie Ultratip 50)         | 3                  |
| Belgique (Wallonie Ultratop 50 Airplay) | 50                 |
| France (SNEP)                           | 22                 |

| Classement (2015) | Position |
| ----------------- | -------- |
| France (SNEP)     | 107      |